# Municipalité de Jerez (Zacatecas)
La Municipalité de Jerez, dont le chef-lieu est la ville de Jerez de García Salinas, est l'une des 58 municipalités qui composent l'état de Zacatecas au Mexique.

## Géographie

### Municipalités limitrophes
|                            | Municipalité de Fresnillo | Municipalité de Calera     |
| Municipalité de Valparaiso | Jerez                     | 'Municipalité de Zacatecas |
| Municipalité de Susticacán | Municipalité de Tepetongo | Municipalité de Villanueva |

## Société

### Démographie

#### Evolution de la population
Pour des raisons techniques, il est temporairement impossible d'afficher le graphique qui aurait dû être présenté ici.

| Année | Nombre d'habitants |
| ----- | ------------------ |
| 1995  | 56180              |
| 2000  | 54757              |
| 2005  | 52594              |
| 2010  | 57610              |
| 2015  | 59125              |
| 2020  | 59910              |